# Pycnopallene clauda
Genre
Espèce
Pycnopallene clauda est une  espèce de pycnogonides de la famille des Pycnogonidae, la seule du genre Pycnopallene.

## Distribution
Cette espèce a été découverte dans la mer de Bali au large de Sumbawa.

## Référence
- Loman, 1908 : Die Pantopoden der Siboga-Expedition. Siboga Expeditie Monographie, vol. 40, p. 1-88.
- Stock, 1950 : The taxonomic status of "Pycnogonum" claudum Loman, 1908. Treubia, vol. 20, n. 3, p. 627-629.